# قائمة فراشات اليمن

موقع اليمن بين قارات العالم القديم

هذه قائمة فراشات اليمن. هناك حوالي 117 نوعًا معروفًا من اليمن. 

## فراشات حقيقية
فصيلة: فراشات خطافية الذيل   جنس: مِذْنابات
| صورة                       | الاسم الشائع      | الاسم العلمي                |
| -------------------------- | ----------------- | --------------------------- |
|                            | فراشة الصحراء     | Papilio saharae rathjensi   |
|                            | فراشة عيد الميلاد | Papilio demodocus demodocus |
| Papilio demodocus bennetti | فراشة عيد الميلاد |                             |

## كرنبيات

### كبريتية
- يوريما بريجيتا (ستول ، [1780])
- كولياس مارنوانا روجينهوفر ، 1884

### بيريني
- كولوتيس أنتيفيبي زيرا (لوكاس ، 1852)
- كولوتيس دايرا (كلوج ، 1829)
- Colotis ephyia (كلوج ، 1829)
- Colotis euippe exole (Reiche ، 1850)
- Colotis evagore evagore (كلوج ، 1829)
- Colotis evagore niveus (بتلر ، 1881)
- بروتوميديا كولوتيس (كلوج ، 1829)
- Colotis ungemachi (لو سيرف ، 1922)
- Colotis eris Contractus Gabriel ، 1954
- Calopieris eulimene (كلوج ، 1829)
- نيفرونيا بوكيتي بوشاناني (روتشيلد ، 1921)

#### بيريني
- ميلوثريس أرابيكوس جبرائيل ، 1954
- بيلينوا أنومالا (بتلر ، 1881)
- بيلينوا كريونا ليوكوجين بتلر ، ١٨٨٥

## Lycaenidae

### Aphnaeinae
- كلوروسيلاس ارابيكا (رايلي ، 1932)
- كلوروسيلاس إزميرالدا بلقيس لارسن ، 1983
- Cigaritis scotti (غابرييل ، 1954)
- Cigaritis Somalina (بتلر ، 1886)
- Axiocerses harpax kadugli Talbot ، 1935

### ثيكلينا
- Myrina silenus nzoiae d'Abrera ، 1980
- Hypolycaena pachalica بتلر 1888
- Hypolycaena philippus (فابريسيوس ، 1793)
- إيولاس جلوكوس بتلر 1886
- إيولاوس ممرضة بتلر ، ١٨٩٦
- Deudorix Antalus (Hopffer ، 1855)
- Deudorix dinochares Grose - Smith1887
- ديودوريكس ليفيا (كلوج ، 1834)

### Lycaeninae
- ليسينا فلياس شيما غابرييل ، 1954

### بوليوماتيني

#### Lycaenesthini
- أنثين عمارة (Guérin-Méneville، 1849)
- أنثين أرورا لارسن ، 1983
- أنثين بتلر أرابيكوس غبريال ، 1954
- أنثين تباين (Ungemach ، 1932)

#### بوليوماتيني
- وظائف كيوبيدوبسيس (هووفر ، 1855)
- كاسيريوس نيبوهري لارسن ، 1982
- Cacyreus virilis Stempffer1936
- Leptotes babaulti (Stempffer ، 1935)
- Leptotes brevidentatus (تيتي ، 1958)
- Leptotes jeanneli (Stempffer ، 1935)
- Leptotes pirithous (لينيوس ، 1767)
- Leptotes socotranus ( Ogilvie-Grant ، 1899)
- Tuxentius gabrieli Balint ، 1999
- Tarucus grammicus (Grose-Smith & Kirby ، 1893)
- Tarucus quadratus Ogilvie- Grant1899
- Tarucus Rosacea (أوستوت ، 1885)
- تاروكوس ثيوفراستوس (فابريسيوس ، 1793)
- زيزيريا كارساندرا (مور ، 1865)
- زيزينا أنتانوسا (مابيل ، 1877)
- أكتيزيرا لوسيدا (تريمين ، 1883)
- زيزولا هيلاكس (فابريسيوس ، 1775)
- أزانوس ميرزا (بلوتز ، 1880)
- Azanus moriqua (والنجرين ، 1857)
- أزانوس أوبالدوس (ستول ، 1782)
- Eicochrysops distractus (de Joannis & Verity ، 1913)
- يوشريسوبس لويس (بتلر ، 1886)
- يوشريسوبس مالاثانا (Boisduval ، 1833)
- يوشريسوبس أوزيريس (هووفر ، 1855)
- يوكرسوبس فيلبي غابرييل ، 1954
- تشيلاديس باراسيوس (فابريسيوس ، 1793)
- Lepidochrysops arabicus جبرائيل ، 1954
- Lepidochrysops forsskali Larsen ، 1982
- ليبيدوكريسوبس هافيني لارسن ، 1983

## Nymphalidae

### Danainae

#### دانيني
- دانوس كريسيبوس الكيبوس (كرامر ، 1777)

### ساتيرينا

#### ميلانيتيني
- Melanitis leda (لينيوس ، 1758)

#### ساتيريني
- Lasiommata فيليكس (وارنيك ، 1929)
- Bicyclus anynana socotrana (بتلر ، 1881)
- Ypthima asterope (كلوج ، 1832)
- Hipparchia tewfiki (ويلتشير ، 1949)

### الشراكسينا

#### شراكسيني
- شاركسيس فارانيس بيرترامي رايلي ، 1931
- شاركسيس فارانيس توربيني تورلين ، 1999
- تشاراكسيس بلفوري بتلر ، ١٨٨١
- شاركسيس فيلوكس أوجيلفي جرانت ، 1899
- الشراكسيس هنسالي اليمني تورلين ، 1998
- تشاراكسيس برنستورفي ريدون ، 1982

### Nymphalinae

#### Nymphalini
- Junonia chorimene (Guérin-Méneville، 1844)
- Junonia hierta cebrene Trimen ، ١٨٧٠
- جونونيا أوينوني (لينيوس ، 1758)
- جونونيا أوريثيا هنا لانج ، 1884
- Protogoniomorpha Anacardii (Trimen ، 1881)
- بريسيس ليمنوريا (كلوج ، 1845)
- Hypolimnas Bolina Jacintha (دروري ، [1773])
- Hypolimnas misippus (لينيوس ، 1764)
- ميليتيا ديزيريكولا سكوتي هيغينز ، 1941

### ببليدينا

#### ببليديني
- بيبليا أنفاتارا أشيلويا (والنجرين ، 1857)
- بيبليا أنفاتارا بويدي ديكسي ، 1898
- بيبليا إليثيا (دروري ، 1773)
- Eurytela dryope brittoni Gabriel ، 1954

### Limenitinae

#### نيبتيديني
- نبتس سيرينا آنا لارسن ، 1982

#### Adoliadini
- هامانوميدا ديدالوس (فابريسيوس ، 1775)

### Heliconiinae

#### أكرايني
- Acraea chilo yemensis Le Doux ، 1931
- Acraea neobule Doubleday ، ١٨٤٧
- Acraea doubledayi azvaki d'Abrera ، 1980
- Acraea encedon rathjensi Le Doux ، 1933
- أكريا سيرينا (فابريوس ، 1775)

#### فاجرانتيني
- فالانتا فالانتا جرانتي (روتشيلد والأردن ، 1903)

## Hesperiidae

### Coeliadinae
- Coeliades أنشيس جوكوندا (بتلر ، 1881)

### بيرجيني

#### سيلينورينيني
- سارانجيسا فيديل (ووكر ، 1870)

#### تاجياديني
- كابرونا بيلانا والنجرين 1857

#### كاركاروديني
- Spialia colotes semiconfluens de Jong ، 1978
- سبياليا ديوموس (هووفر ، 1855)
- سبياليا دوريس (ووكر ، 1870)
- سبياليا مافا هيغينسي إيفانز ، 1937
- سبياليا مانجانا (متمرد ، 1899)
- سبياليا سبيو (لينيوس ، 1764)
- Spialia zebra bifida (هيغينز ، 1924)
- Carcharodus alceae wissmanni Warnecke ، 1934
- جوماليا إلما (تريمن ، 1862)

### هسبيريينا

#### باوريني
- بوربو فاتويلوس (هووفر ، 1855)
- بوربو جيميلا (مابيل ، 1884)
- Gegenes hottentota (لاتريل ، 1824)
- Gegenes nostrodamus (فابريسيوس ، 1793)
- Gegenes pumilio pumilio (Hoffmansegg ، 1804)
- Gegenes pumilio monochroa (المتمرد ، 1907)